# Ptyngidricerus sendanensis
Ptyngidricerus sendanensis är en insektsart som beskrevs av Abrahám och Mészáros 2002. Ptyngidricerus sendanensis ingår i släktet Ptyngidricerus och familjen fjärilsländor. Inga underarter finns listade i Catalogue of Life.